# Демба-Нюрен, Ньогу
Ньогу Демба-Нюрен (англ. Njogu Demba-Nyrén, 26 июня 1979 года, Бакау) — гамбийский футболист, нападающий.

## Карьера

### Клубная
В раннем возрасте переехал в Швецию, где и начал карьеру футболиста в скромном клубе "Фалу". Вскоре форварду удалось пробиться в элитную лигу. Там африканец выступал за "Хеккен". Несколько лет нападающий провел в Греции и в сезоне 2003/04 становился чемпионом страны в составе "Панатинаикоса". Позднее Демба-Нюрен играл в скандинавских странах, а часть сезона 2010/11 провел в английском "Ноттс Каунти". Завершал свою карьеру нападающий  низших шведских лигах.

### В сборной
За сборную Гамбии Ньогу Демба-Нюрен дебютировал только 10 июля 2006 года в матче против Алжира (0:1). Всего в расположение национальной команды он вызывался в течение пяти лет. За это время нападающий провел за гамбийцев 12 игр, в которых забил три гола.

## Достижения
- Чемпион Греции (1): 2003/04.
- Обладатель Кубка Греции (1): 2003/04.
- Обладатель Кубка Дании (1): 2012/13.
- Финалист Кубка Дании (1): 2005/06.
- Финалист Кубка Греции (1): 2002/03.